# Hydnocarpus borneensis
Hydnocarpus borneensis är en tvåhjärtbladig växtart som beskrevs av Herman Otto Sleumer. Hydnocarpus borneensis ingår i släktet Hydnocarpus och familjen Achariaceae. Inga underarter finns listade i Catalogue of Life.